# Salvador Motor Company
Salvador Motor Company war ein US-amerikanischer Hersteller von Automobilen.

## Unternehmensgeschichte
Salvador J. Richards gründete 1914 das Unternehmen in Boston in Massachusetts. Im gleichen Jahr begann die Produktion von Automobilen. Der Markenname lautete Salvador. Im Mai 1914 verkündete er, dass bereits drei seiner Fahrzeuge auf den Straßen von Massachusetts fahren würden, und dass ab Juni eine kleine Serie folgen würde. Vor dem Jahresende endete die Produktion.
Salvador gründete daraufhin die S. J. R. Motor Company.

## Fahrzeuge
Im Angebot stand nur ein Modell. Eine Quelle bezeichnet es als Kleinwagen, eine andere als Cyclecar. Das Fahrzeug hatte einen wassergekühlten Vierzylindermotor von Farmer. 69,85 mm Bohrung und 101,6 mm Hub ergaben 1557 cm³ Hubraum. Damit war das Hubraumlimit für Cyclecars von 1100 cm³ deutlich überschritten. Der Motor leistete 12 PS. Er trieb über ein Dreiganggetriebe und eine Kardanwelle die Hinterachse an. Das Fahrgestell hatte 254 cm Radstand. Der offene Aufbau als Roadster bot Platz für zwei Personen. Der Neupreis betrug 485 US-Dollar.